# Latimer and Ley Hill
Latimer and Ley Hill innan 2013 enbart Latimer är en civil parish i Storbritannien.   Den ligger i grevskapet Buckinghamshire och riksdelen England, i den södra delen av landet, 40 km nordväst om huvudstaden London.